# Kisnemes
A kisnemesek a feudalizmus ideje alatt a nemességnek egy nagy létszámú csoportját alkották. A középnemességtől paraszti vagy iparos életmódjuk miatt  különböznek, a jobbágyságtól előjogaik különböztetik meg őket.  Végső soron egy nagy létszámú, sokszínű nemes rendű népesség összefoglaló neve. Eredetük az Árpád-kori vármegyerendszerben dolgozó, és szolgálatot teljesítő népekhez és a határmenti őrfalvakhoz nyúlik vissza. Egyéni nemesítésük különböztette meg őket a kollektíven, területhez kötve nemesített hajdúktól és székelyektől. 1715-ig az ország legfontosabb katonai elemét adták. Telkük bármily kicsiny is volt, nemesi birtoknak számított, így az ezzel járó magán- és büntetőjogi védelemben részesült.  Megillette őket a nemzetesúr megszólítás, a jobbágyoktól eltérően nemzettudatuk erős volt, számon tartották őseiket, azok fő cselekedeteit. A 18. 19. században nagy részük tudott írni, olvasni. A jobbágyfelszabadítás után egy részük dzsentrivé vált, másik részük paraszti sorba került.

## Csoportjaik
- Egyházi (praedialista) nemesek: egyházi méltóságok és hivatalok védelmére és szolgálatára rendelt nemesek (pl. vajkai és verebélyi nemesi szék).
- Birtokos nemesek: legalább egy jobbágytelek felett rendelkeztek.
- Egytelkes nemesek, vagy kurialisták: akiknek egy jobbágyuk sincs, csak a saját telkük.
- Armalisták: csupán címeres levéllel (litterae armales) nemesítették őket, valamely jobbágytelkén éltek vagy az iparban dolgoztak. Adó (taksa) fizetésére voltak kötelezve. A reformkorban számuk az ország lakosságának 5%-a volt. Gúnyos neveik: (parasztnemes, bocskoros nemes, hétszilvafás nemes, félsarkantyús nemes, kurta nemes)